# Сквозь снег
«Сквозь снег» (англ. Snowpiercer, кор. 설국열차) — постапокалиптический триллер южнокорейского режиссёра Пон Чжун Хо, основанный на французском графическом романе «Сквозь снег» Жака Лоба и Жан-Марка Рошетта. Премьера в Южной Корее состоялась 1 августа 2013 года. Подавляющим большинством представителей кинопрессы признан одним из лучших фильмов 2014 года (в котором и вышел в широкий прокат), удостоен ряда наград — в основном за декорации и актёрскую работу Тильды Суинтон.

## Сюжет
В 2014 году учёные запустили процесс, призванный остановить глобальное потепление на Земле, распылив в атмосфере химикат CW-7, но процесс вышел из-под контроля, и в итоге наступил Ледниковый период. Спустя семнадцать лет мир скован льдом и снегом, и всё это время по кругосветной железной дороге без остановки мчится длинный экспресс, запущенный в дни катастрофы железнодорожным магнатом Уилфордом (Эд Харрис). На этом поезде нашли убежище около двух или трёх тысяч людей. Но, как и в большом мире, в поезде пассажиры поделены по социальным классам: ближе к локомотиву едут бывшие сильные мира или те, кому когда-то повезло. Они хорошо обеспечены, у них хорошая еда, обслуживание и развлечения, в хвостовых же вагонах едут бедняки, которые питаются лишь протеиновыми пластинами, производимыми из насекомых.
Время от времени в поезде происходили восстания, но всякий раз их топили в крови солдаты Уилфорда и члены поездной бригады. Однако бедняки не сдаются. Старик Гиллиам (Джон Хёрт) и молодой мужчина Кёртис (Крис Эванс), анализируя поведение и разговоры работников поездной бригады, приходят к выводу, что солдаты растратили свои боеприпасы в ходе подавления предыдущих восстаний и ходят с незаряженным оружием. Вскоре происходит событие, ставшее причиной очередного восстания: из первых вагонов приходит помощница начальника поезда и забирает с собой нескольких маленьких детей. Отец одного из них, пытаясь помешать, запускает помощнице в голову своим ботинком. За это солдаты хватают мужчину и вытаскивают его руку в специальное отверстие наружу поезда. Рука превращается в подобие сосульки, и её демонстративно разбивают молотом. При следующей раздаче еды Кёртис провоцирует одного из солдат выстрелить в себя, даже нажимает за него на спусковой крючок, но выстрела не следует, так как карабин не заряжен, и это даёт сигнал к началу бунта.
Глава восстания Кёртис получает информацию от неизвестного доброжелателя через красные записки в железных капсулах, спрятанных в еде. В одной из записок содержится имя специалиста по безопасности Намгун Мин Су, которого держат в тюрьме и который может открыть любую дверь поезда. Под руководством Кёртиса бунтовщики идут в сторону локомотива, чтобы освободить Намгун Мин Су и захватить Двигатель. Добравшись до тюремного отсека, они освобождают корейца-наркомана Намгун Мин Су (Сон Кан Хо) и его дочь Йону. Намгун помогает бунтовщикам открывать двери в следующие вагоны в обмен на кронол — шарообразную взрывчатую массу типа пластилина, которая ещё и действует как наркотик.
Изначально восстание идёт с успехом, бунтовщикам даже удаётся взять в плен одну из важных начальниц на поезде Мейсон (Тильда Суинтон). Однако после школьного вагона удача отворачивается от них. Оказывается, что на поезде по-прежнему есть огнестрельное оружие. Посланные Уилфордом полицейские, вооружённые автоматами, пробиваются в хвостовой отсек, а Кёртис решает продолжать движение вперёд. До головы локомотива добираются лишь трое: Кёртис, Намгун Мин Су и его дочь.
Намгун Мин Су предлагает Кёртису не открывать дверь в частный отсек Уилфорда, а взорвать с помощью кронола дверь, ведущую на улицу. Он объясняет Кёртису, что холод постепенно отступает. Так как поезд ходит по кругу, он раз в год проезжает мимо места падения пассажирского самолёта. Намгун всегда следил за ним и замечал, что снега на обломках становится всё меньше. Он вместе с дочерью хочет выпрыгнуть из поезда, поэтому собирал кронол, чтобы сделать из него взрывчатку.
В это время дверь в локомотив открывается, и перед Кёртисом предстаёт вооружённая помощница Уилфорда, которая приглашает Кёртиса поужинать с главой поезда. Тот рассказывает Кёртису о том, как на самом деле устроена жизнь в поезде. Оказывается, все восстания на поезде были спланированы им и Гиллиамом, который был его другом — им нужно было, чтобы бедняки и богачи поезда иногда убивали друг друга, чтобы избежать перенаселения поезда и сохранить исходный баланс. Красные записки Кёртису также посылал сам Уилфорд, изначально казавшийся тайным доброжелателем.
Кёртис оказался первым из всех бунтовщиков, кому удалось добраться до головного вагона. Уилфорд предлагает Кёртису стать партнёром в руководстве поездом после гибели Гиллиама (а в перспективе — и своим будущим преемником). Кёртис фактически поддаётся на уговоры Уилфорда, понимая скудность перспектив, в это время Намгун с дочерью приделывают бомбу на боковую дверь, и Йона бежит к Кёртису за последней спичкой, чтобы поджечь бомбу. Кёртис отказывается отдать ей спичку, подавленный открывшейся правдой и внезапным предложением, и та, пользуясь своим даром ясновидения, открывает ему глаза на то, что в главных устройствах поезда сидят маленькие дети, чем выводит его из оцепенения, а Уилфорд пытается объяснить, что некоторые детали поезда уже слишком изношены, так что работу механизмов приходится выполнять детям. Кёртис не даёт ему договорить и, отправив его в нокаут, вытаскивает из моторного отсека Тимми — сына Тани, уведённого перед бунтом. Затем он отдаёт последнюю спичку Йоне, которая в итоге и поджигает бомбу.
Из-за технической неполадки двери в отсеках не закрываются, и Намгун с Кёртисом прикрывают своими телами Йону с Тимми от взрыва. Поезд в этот момент следует через горы, прогремевший взрыв вызывает мощную лавину, которая, обрушившись на состав, сбрасывает его с путей. Йона и Тимми выбираются из локомотива и недалеко от места крушения видят идущего через горы белого медведя, что свидетельствует о существовании жизни за пределами поезда.

## В ролях
- Крис Эванс[9] — Кёртис
- Сон Кан Хо[10] — Намгун Мин Су
- Ко А Сон — Йона
- Джейми Белл[11] — Эдгар
- Октавия Спенсер[10][12] — Таня
- Тильда Суинтон[11] — Мейсон
- Джон Хёрт[13] — Гиллиам
- Эд Харрис[14] — Уилфорд
- Влад Иванов — Франко
- Элисон Пилл[11] — Учительница
- Юэн Бремнер — Эндрю
- Люк Паскуалино — Грей

## Съёмки
Съёмки фильма проходили с 3 апреля 2012 года по 14 июля 2012 года на Barrandov Studios в Праге. Все сцены с видами городов были созданы на компьютере.

## Критика
Фильм получил, в основном, положительные отзывы от мировых критиков. На сайте Rotten Tomatoes имеет рейтинг 94 % на основе 264 рецензий со средней оценкой из 8,2 из 10 баллов. Консенсус сайта гласит: «„Сквозь снег“ предлагает дерзко амбициозное зрелище для зрителей, уставших от блокбастеров, основанных исключительно на спецэффектах». Согласно агрегатору Metacritic, картина получила оценку 84 балла из 100 на основе 38 рецензий. На сайте Критиканство фильм заработал 80 баллов из 100 на основе 24 рецензий.
Питер Хауэлл из «Торонто стар» дал положительную рецензию, написав: «Лучшей метафоры ада на Земле, чем та, которую создал Пон Чжун Хо в „Сквозь снег“, и не придумаешь: постоянное движение вперёд, но при этом полное отсутствие результата и непрекращающиеся страдания».
Израильский кинокритик Антон Долин высоко оценивает фильм, написав в своей рецензии: «„Сквозь снег“ лишь кажется апологией революции — хотя и в этом качестве был бы, мягко говоря, неплох. Эта визионерская футуристическая галлюцинация — по-корейски эксцентричная, гротесковая, дико смешная и до смешного дикая — ещё и создана дьявольски умным человеком, способным сравниться в провокационно-стратегическом мышлении разве что с Ларсом фон Триером».

## Награды
- 2013 — премия «Голубой дракон» за лучшую режиссуру (Пон Чжун Хо), а также номинации за лучший фильм и лучшее техническое достижение.
- 2013 — премия «Большой колокол» за лучший монтаж, а также номинации за лучшую режиссуру (Пон Чжун Хо) и лучшую женскую роль второго плана (Ко А Сон).
- 2013 — приз за лучшую работу художника (Онджей Неквасил) на Азиатско-тихоокеанском кинофестивале, а также 6 номинаций: лучший режиссёр (Пон Чжун Хо), актёр второго плана (Сон Кан Хо), актриса второго плана (Тильда Суинтон), операторская работа, монтаж, звук.
- 2014 — 5 номинаций на премию Asian Film Awards: лучший фильм, режиссёр (Пон Чжун Хо), сценарий режиссёр (Пон Чжун Хо, Келли Мастерсон), работа художника (Онджей Неквасил), костюмы (Кэтрин Джордж).
- 2014 — участие в конкурсной программе Сиднейского кинофестиваля.
- 2014 — премия «Пэксан» в номинации «Лучший режиссер» (Пон Чжун Хо)[19].
- 2014 — премия EDA Альянса женщин-киножурналистов в номинации «Лучшая актриса второго плана» (Тильда Суинтон)[20].
- 2014 — включение в список 10 лучших независимых фильмов года по версии Национального совета кинокритиков США[21].